# Suolunite
La suolunite è un minerale.